# 銀鮭
银大马哈鱼（学名：Oncorhynchus kisutch），為麻哈魚屬的一個種，為溫帶魚類，分布北太平洋區，從俄國遠東地區、北海道至阿拉斯加、加利福尼亞灣淡水、半鹹水及海域，深度0-250公尺。

## 特征

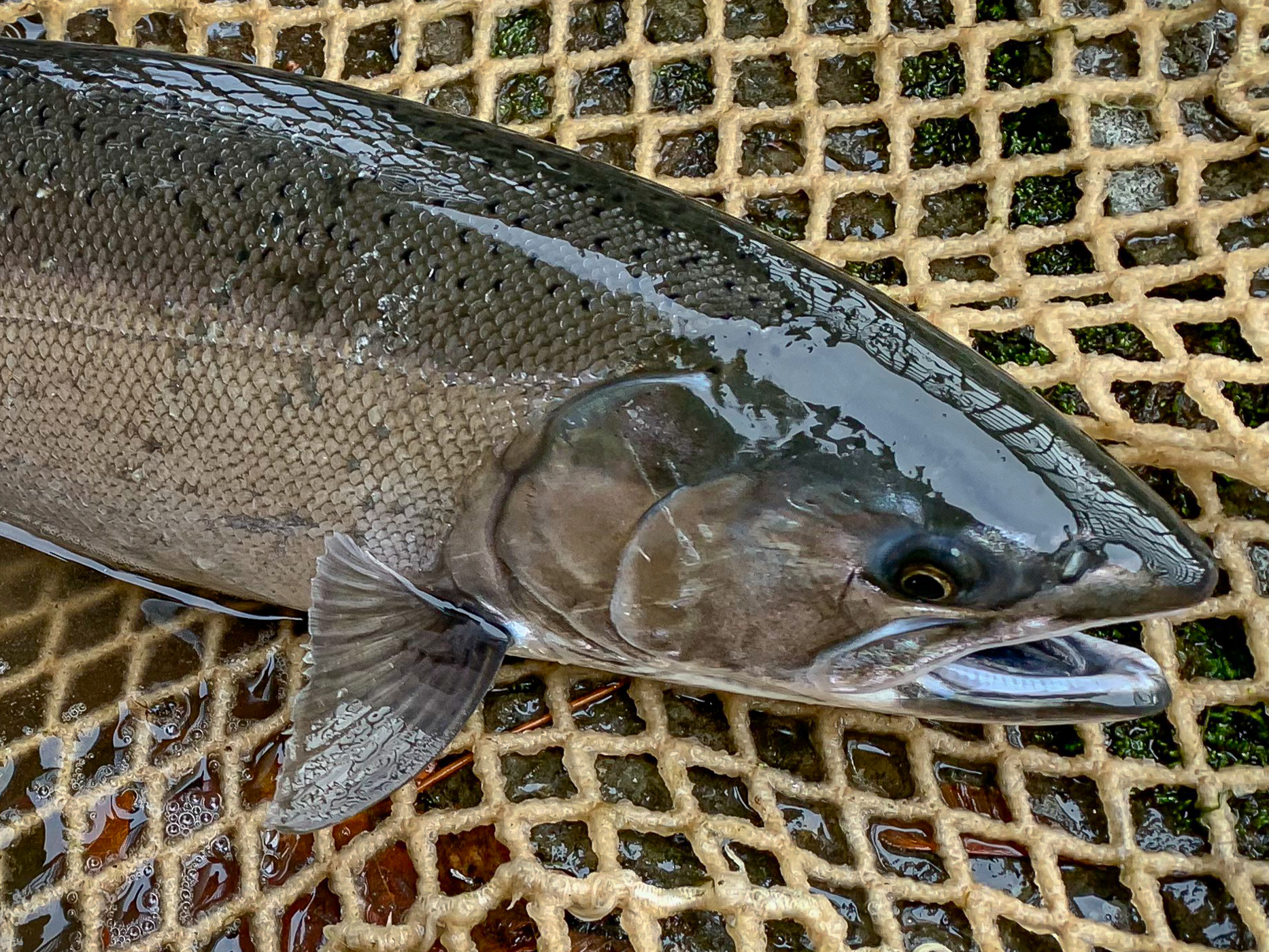
头部

本魚背部為鐵藍色或綠色，腹面白色，背部、上側面與尾鰭上葉具黑色斑點，繁殖期時背部轉為暗色，側邊鮮紅色，體長可達108公分。

## 习性
成魚棲息在海洋，繁殖期時洄游至淡水溪流產卵，幼魚在溪流、湖泊生活1-2年後返回海洋，幼魚以昆蟲為食，成魚以烏賊、水母、魚類等為食，可做為食用魚，適合各式烹飪方式食用，另可做為養殖魚類。